# 241136 Sandstede
241136 Sandstede este un asteroid din centura principală de asteroizi.

## Descriere
241136 Sandstede este un asteroid din centura principală de asteroizi. A fost descoperit pe 25 august 2007 la Taunus de Stefan Karge și Rainer Kling. Asteroidul prezintă o orbită caracterizată de o semiaxă mare de 2,59 ua, o excentricitate de 0,28 și o înclinație de 12,3° în raport cu ecliptica.